# Am să mă întorc bărbat (album)
Am să mă întorc bărbat (prescurtat de fani ca A.S.M.I.B.) este cel de-al treilea album al formației românești de muzică rock Vama Veche, lansat la data de 28 noiembrie 2002 sub egida casei de discuri MediaPro Music.
Conceput ca o operă-rock, acesta prezintă povestea tânărului Andrei Gavrilă, recrutat în cadrul serviciului militar obligatoriu, care sfârșește prin a se sinucide chiar cu câteva zile înainte de finalizarea stagiului, în urma abuzurilor și umilințelor îndurate pe parcursul celor 12 luni de armată. Firul narativ este o dezvoltare a piesei „Armata (Am să mă întorc bărbat)”, apărută anterior în 1997 și inclusă pe albumul de debut.
Materialul discografic a fost lansat la Teatrul Național din București, odată cu prima punere în scenă a piesei de teatru cu același nume, regizată de liderul formației, Tudor Chirilă, și mama sa, actrița și regizoarea Iarina Demian.

## Lista cântecelor
Versurile sunt scrise integral de Chirilă, iar compoziția și producția este semnată de Vama Veche.
| Nr.             | Titlu                             | Lungime |  |
| 1.              | „Uvertura”                        | 4:58    |  |
| 2.              | „Prolog”                          | 4:37    |  |
| 3.              | „18 ani”                          | 5:15    |  |
| 4.              | „Trecerea”                        | 1:42    |  |
| 5.              | „Drumul”                          | 7:00    |  |
| 6.              | „Cazarma”                         | 5:47    |  |
| 7.              | „Pauza”                           | 4:52    |  |
| 8.              | „Instrucția 1”                    | 2:32    |  |
| 9.              | „Scrisorile”                      | 4:23    |  |
| 10.             | „Beția”                           | 7:36    |  |
| 11.             | „Curva regimentului”              | 4:04    |  |
| 12.             | „Andrei singur”                   | 1:03    |  |
| 13.             | „Instrucția 2”                    | 3:10    |  |
| 14.             | „Dragostea”                       | 4:30    |  |
| 15.             | „Violul (Cântecul plutonierului)” | 5:55    |  |
| 16.             | „Am să mă întorc bărbat”          | 3:15    |  |
| 17.             | „Epilog”                          | 4:56    |  |
| Lungime totală: | Lungime totală:                   | 1:15:35 |  |